# Нићифор II Фока
Нићифор II Фока (грч: Νικηφόρος Β΄ Φωκάς, умро 969. године) био је византијски војсковођа а затим и цар од 963. до своје насилне смрти 969. године. Владао је као супруг удовице Романа II, Теофано, и регент њених малолетних синова Василија II и Константина VIII. Погубио га је и његово место преузео његов рођак Јован I Цимискије.
Његов отац био је Варда Фока Старији.

## Смрт цара Романа
Кад је 15. марта 963. године цар Роман II умро готово напрасно, царица Теофанo је имала двадесет и две године. Она је остала сама са четворо деце, два сина и две кћери. Не губећи времена, она узе намесништво у име два млада порфирогенита, Василија, који је имао пет година, и Константина који је имао две; али је положај био необично тежак за једну жену, а нарочито за једну славољубиву жену. Поред себе, она је нашла једног свемоћног министра, Јосифа Врингаса, који је деспотски управљао пословима за владе Романове, и који би могао доћи у искушење да удаљи регенткињу, да би сам задржао власт за време дугога малолетства два мала василеуса. У својој близини, на челу азијске војске, наишла је на једног победоносног војсковођу, чијих се амбиција с правом могла бојати, врховног команданта, Нићифора Фоку.

## Каријера
Нићифор Фока био је у то време најистакнутији и најпопуларнији човек у монархији. Пореклом из једне велике породице кападокиске аристократије, потомак једног племена славних генерала, он је сјајним победама још увећао свој углед и свој добар глас. Он је од Арапа био повратио Крит, изгубљен пре сто педесет година; с оне стране Тауруса поново је истакао у Силицији царске заставе; он је био на јуриш освојио велики град Алеп, и сломио понос хамдамидских емира у Сирији. Изврстан војник, вешт тактичар, јединствен војсковођа, знао је да говори са трупама, да их води за собом свуда где хоће, и био је идол војника, с којима је делио сваки умор и сваку опасност. „Он је живео само за војску“, рекао је тачно о њему један од његових биографа. Није био мање популаран у Цариграду. Кад се по повратку с похода на Крит појавио као победник у хиподрому, зачудио је варош сјајем своје велелепне свите, „где су сва варварска богатства изгледала да се стичу у циркусу, као једна огромна река, која се никад не зауставља.“ Обасут таквим почастима „какве су, у старо време, добијале римске војсковође“, сувише богат, и одржавајући у својим азиским поседима читаву војску васала страсно оданих његовој личности, он је од свију био вољен, и сви су му се дивили; он је важио као једини војсковођа способан да одбрани царевину против Сарацена, и Роман II умирући изрично је заповедио да се он остави на своме заповедништву.
Ако је, у очима једног политичара, један такав човек могао изгледати једна доста велика опасност, треба додати да у очима једне младе жене тај војсковођа победилац није имао ничега што би од њега начинило посебног јунака. Нићифор Фока је 963. године имао педесет и једну годину и није био леп. Мали, доста дебео, показивао је снажан труп усађен на кратке ноге, и озго јаку главу, црне и преплануле боје, окружену дугом црном косом; имао је кратку и већ прогрушану браду, а под густим обрвама црне очи са зашиљеним и мрачним погледом. Љутпран, владика кремонски, који је дошао као посланик на његов двор, рекао је о њему да је био необично ружан, „црне коже као црнац, у толикој мери да би се уплашио ко би га срео ноћу“. Уз то је био строг и груб човек, меланхоличне природе и радо ћутљив. Откако је био изгубио жену, и како му је један несрећан случај однео јединца сина, он се био ватрено и страсно одао побожном животу и мистицизму. Заветовао се да ће чедно живети, није више јео меса, лежао је на тврдом, као аскет, обучен у кошуљу од кострети његовога ујака Малеиноса, калуђера који је умро као светац; волео је друштво калуђера. За свога исповедника био је узео Атанасија, будућег оснивача најстаријег манастира Свете Горе и, не могавши бити без његових савета, водио га је са собом и у логор. У друштву тога светог човека осећао је као и он чежњу за манастирским животом и врло је озбиљно помишљао да се повуче од света. Већ је себи био сазидао ћелију у манастиру који је Атанасије градио у Светој Гори. Аскет и ратник, суров, умерен, строг, похлепан на новац, а равнодушан спрам земаљских ствари, способан за милост као и за вероломство, Нићифор Фока, као и многи људи његова времена, сједињавао је у својој сложеној души најнеочекиваније супротности, а нарочито, под том хладном спољашњошћу, спавало је једно дубоко страсно срце.
Тешко је рећи да ли је Нићифор Фока био славољубив човек. Имајући у рукама одане и победничке трупе у кризи створеној смрћу Романа II, могао се усудити на све, и искушење је било у толико веће што је изгледало да сам његов интерес и сигурност налажу да дигне устанак. Војсковођа је знао да га Врингас мрзи и да се може свега бојати од свемоћног министра. Ипак се с почетка није макао, као честит и побожан војник, коме је поглавита брига била да продужи рат против неверника. И ако се најзад решио да нешто предузме, она која га је нарочито подстицала, била је Теофана.

## Долазак на престо
Треба се пажљиво чувати да се у историју односа Нићифора Фоке и лепе царице не унесе сувише романтичних елемената. Сигурно је да између врховног команданта и василисе није било ничега за живота Романа II, ни симпатија, ни ашиковања. Али по смрти мужевљевој, међу многобројним опасностима које су јој претиле, регенткиња је брзо разумела да је тај војсковођа једна сила, и да би га могла искористити да осујети Врингасове амбиције. Она је разумела да треба, ако хоће да осигура престо, да придобије Нићифора за своју ствар, и, без сумње, како је била млада и отмена жена, сматрала је да јој задатак неће бити много тежак. Било како му драго, на царичин предлог, и поред. противљења првог министра, Фока буде позван у престоницу, и изгледа да се без велике тешкоће дао ухватити на лепе очи владаркине и придобити за њене намере. Г. Шлимберже каже:
То није била ни за кога у Византији тајна, да су заносне дражи дивне царице произвеле неизгладив утисак на просту душу врховног заповедника источне војске.
Може се заиста веровати, мада су нам савременици мало о томе казали, да ступивши најпре у просте, службене и пословне односе с регенткињом, Нићифор ускоро показа своју љубав и изјави да је готов на све да би је заслужио. Ништа не даје разлога веровању да му је Теофана враћала љубављу: она га никад није волела; али је осећала моћ којом он располаже и све користи које би могла извући за своје интересе и своје амбиције. Из политичких разлога она је храбрила његову страст, као што се доцније из политичких разлога удала за њега.
Важно је додати да су се за време овога боравка у Цариграду, и други разлози, не мање одсудни, придружили Теофаниним дражима да отргну Нићифора из његове неодлучности. То је било откривање неутољиве мржње Врингасове. Без сумње, први министар није могао одрећи генералу нови и сјајни триумфални дочек. Али све већа популарност Фокина бацала је у бригу државника који је, кажу, исто тако сумњао о љубавном заплету који се развијао између врховног команданта и регенткиње. Узалуд се, са оном препреденом дипломатијом тако драгом Византинцима, Нићифор трудио да успава стрепње Врингасове! Он је изјављивао свакоме ко га је хтео слушати да је његов најмилији сан да уђе у манастир. Али Врингас није био будала. Он је мислио да је најсигурнији начин да се опрости тога противника, ископати му очи. На срећу Фокасову, кад су га, под неким изговором, позвали у двор, он није имао вере или је за времена добио какву пријатељску опомену; он отрча да се склони у Велику Цркву, и замоли патријарха за заштиту. Полиект је имао својих мана: био је тврдоглав, непомирљив, каткад ограничена духа и кратковид, али је био храбар, знао је да говори кратко и јасно, и није волео првога министра. Он одјури у Свету Палату, захтевао је да се без одлагања сазове Сенат, и изражавао се са тако енергичном отвореношћу да су Нићифора готово потврдили у звању врховног заповедника, са изванредном влашћу, и поред све зле воље Врингасове. Врховни командант без одлагања оде из вароши и стиже у свој штаб у Цезареји: он је био господар ситуације.
У тој потмулој борби сплетака Теофана се није јављала. Ипак је сасвим вероватно да је све своје поверење поклонила своме савезнику и свом снагом подржавала посредовање патријарха Полиекта. Исто тако у догађајима који су следовали кад су, јула месеца 963. г., прилике нагнале Фокаса да се изјасни, кад, у све већој опасности од мржње Врингасове и бојећи се за свој живот, генерал, и поред свега осећања одвратности, пусти да га његове трупе прогласе за василеуса и обуче, у логору Цезареје, црвене ципеле, — кад се најзад, августа 963. г., појави пред Цариградом, и кад народна револуција, свргнувши Врингаса и његове пријатеље, отвори самозванцу врата престонице, Теофана није играла никакву видну улогу и изгледало је као да пушта судбини на вољу. Али у ствари, ако је Нићифор Фокас постао славољубив, ако се затим, и поред свога устезања, своје савести решио да одене пурпур, љубав коју му је уливала лепа царица много је утицала на његове одлуке. А исто тако, у трагичним данима августа 963. г., док је побуњена маса, као „обузета помамним лудилом“, ударала на војнике министрове и рушила његову палату, док су патријарх Полиект и стари паракимомен Василије отворено управљали покрет у корист претендента, вероватно је да је из дубине гинекеја Теофана тајно била у дослуху са вођама буне. Мада њено име нигде није изговорено, та смутљива и славољубива жена била је душа великих догађаја који су се одиграли.
Било како му драго, 16. августа 963. г., ујутру, Нићифор Фока свечано уђе у Цариград. На коњу, у сјајном царском оделу, он прође кроз златна врата, дочекан од целе вароши, поздрављен народним клицањем као спасилац царевине и хришћанства. На његовом проласку одушевљена гомила је викала:
Држава тражи Нићифора за василеуса! Двор чека Нићифора! Војска иште Нићифора! Свет чека Нићифора! Такве су жеље двора, војске, сената, народа! Господе, услиши нас! Живео Нићифор!
Кроз Мезеју он уђе на Константинов форум, где се побожно помолио Богу у цркви Богородичиној, затим пешке, у литији, за Светим Крстом, он оде у Свету Софију и, дочекан од патријарха, паде ничице, са воштаницама у руци, пред свете олтаре. Затим се, с Полиектом, попе на амвон, и свечано би крунисан за римског василеуса, као садруг два млада цара Василија и Константина. Најзад, уђе у Свету Палату. Да би био потпуно срећан, остало му је само још да добије најлепшу награду обећану његовом славољубљу; нада на њу наоружала му је руку и водила га: остало му је само још да се ожени Теофаном.
Неки хроничари, међутим, тврде да је царица прво била удаљена из двора на заповест новога господара. Ако је ствар тачна, то је сигурно било само претварање: већ више месеци, двоје савезника су били у договору. Нићифор, о томе нема сумње,. био је страсно занет младом женом, а државни разлог уз то му је налагао да се ожени њоме што би унеколико озаконило његово отимање престола. Теофана, мада је може бити осећала мало одушевљења, како неки писци тврде, за тај брак, знала је добро да је то за њу једини начин да очува власт, и зато је била готова на све. Њима двома дакле. није било тешко да једно друго убеди. 20. септембра 963., у Новој Цркви, венчање је свечано обављено.
Нићифор је био на врхунцу радости. Он опет заволи живот. Заборавио је своје испосништво, своје мистичке снове, своја обећања, сав срећан што има Теофану. Али његови пријатељи калуђери нису били, као он, заборавили прошлост. Кад је у својој самоћи на Атосу Атанасије дознао за царску свадбу, обманут у својим надама и дубоко увређен, он дотрча у Цариград. Примљен код цара, он га је грдио са својом уобичајеном искреношћу и пребаци му што није одржао реч и што даје саблажњив пример. Фокас се трудио да умири калуђера. Он му објасни да није престо примио за своје задовољство, клео му се да ће поред Теофане живети као брат; обећао му да ће, чим му јавни послови допусте, доћи да му се придружи у његовом манастиру. Тим лепим речима он додаде богате поклоне, и Атанасије, мало умирен, врати се у Свету Гору.

## Женидба са царевом удовицом
У Цариграду чуђење изазвано женидбом није било мање и саблазан је била велика. Патријарх Полиект, као што се зна, био је честит човек, строг,. без попустљивости према светским стварима, од којих је био потпуно одвојен, бринући се једино о прописима и користи Цркве којом је управљао и стављајући њој у службу неукротиву храброст, несавитљиву упорност и страшну отвореност. Кад је дошао на патријаршиску столицу, његово прво дело је било да строго укори цара Константина VII, који је ипак био тако побожан и поштовао свете ствари: овога пута његов окрутни и страсни дух још се оштрије испољио. Није он осећао никакво непријатељство према Нићифору, нити је имао намеру да стане насупрот једноме самозванцу: у револуцији од 963. г., он се показао врло одан Фокасу, и његово држање није мало допринело паду Врингаса и успеху врховног заповедника. Али у име канона, он је сматрао да се не може трпети женидба василеуса, удовца после прве жене, са једном владарком исто тако удовицом; и кад је, у Светој Софији, Нићифор хтео, по своме царском праву, да пређе преко прага олтара и да прими причест, првосвештеник га одгурну од часне трпезе и, као испаштање за његову другу женидбу, он му забрани да јој се приближи за годину дана. Упркос своме гневу, владар је морао уступити пред непомирљивом чврстином патријарховом.
Ускоро се појави и друга тешкоћа. Полиекту су доставили да је Нићифор био кум једном Теофанином детету. А, по црквеним законима, духовно сродство те врсте било је безусловна препрека закључењу брака: отворено, без икаквих обзира, патријарх даде василеусу да бира: или да одбаци Теофану или да буде искључен из цркве. За човека тако побожног као Фока, таква претња је била необично озбиљна ствар. Ипак је пут била слабија: Нићифор не хтеде да се одвоји од Теофане не устежући се да тако доведе до страшног сукоба између Државе и Цркве. Најзад се ипак нађе једно поравнање. Један се свештеник закле да је кум царског детета био Вардас, отац царев, а никако сам Нићифор. Полиект је јасно видео лаж; али њега су сви били напустили, чак и његово свештенство; он попусти пред нужношћу, и чинило се да верује оно што му кажу. У своме поразу чак није ни тражио да цар издржи покајање које му је прво био одредио због његове друге женидбе. Али василеус није био ништа мање дубоко озлојеђен због те повреде његовога угледа и због тога напада на његову љубав. Никад он није опростио Полиекту његово неумесно мешање, а Теофана је исто тако била кивна на првосвештеника. И од целе те ствари најзад је остао један неповољан глас о цару и његовој жени: још после неколико година, Љутпран, одјек гласова који су се ширили по Цариграду, изјавио је сасвим отворено да је Нићифорова женидба родооскврњење.

## Владавина
Једна тако неприлична веза и која је почињала под тако рђавим знацима, била је у опасности да се рђаво сврши. То се и догодило доста брзо. И овде врло мало знамо појединости догађаја који су, за тих десет година, испунили домаћи живот царскога пара, и улога Теофане, увек смотрене и веште, више се да нагађати иза кулиса него што се појављује у пуној светлости. Треба се задовољити тиме да се ухвате само опште црте догађаја и трагична катастрофа која га је завршила.
Страсно заљубљен у Теофану, опијен њеном зрачном лепотом, Нићифор је за њу чинио, према кратким и уздржаним речима Лава Ђакона „више него што се пристоји“. Тај штедљиви човек, озбиљан, строг, обасипао је лепу царицу богатим поклонима, сјајним оделом, велелепним накитом; он ју је окружио свом префињеношћу најблиставије раскоши; створио јој је богатство дарујући јој дивна имања и господске виле. Г. Шлимберже каже:
Ништа није било сувише скупо, ништа није било сувише лепо за њега да га понуди љубљеној василиси.
Нарочито није могао да буде без њеног присуства. Кад је, г. 964., отишао с војском, повео је са собом Теофану у логор, и можда први пут за време своје дуге војничке каријере, он нагло прекиде започето ратовање да се брже врати њој.
Али тај стари војник у основу није нимало био дворски човек. После кратког времена посвећеног његовој страсти, рат, његова друга љубав опет загосподари његовом душом, и отада, свака га је година виђала како одлази на границу, где се борио с Арапима, с Бугарима, с Русима: и сад није више водио Теофану са собом. Затим, сматрао је да треба савесно да врши своју царску дужност; и тиме је, мало помало, тај владар некад тако одушевљено изабран, постајао све мање популаран. Народ, притиснут порезом, негодовао је; свештенство, чије је привилегије Нићифор ограничио, калуђери, чија је огромна имања хтео да смањи, нису крили своје незадовољство; патријарх је био у отвореној опозицији против цара. У престоници избише побуне. Пук је нападао Нићифора, бацао на њега камење; и поред изванредне хладнокрвности коју је показао у тој прилици, он ту умало не изгуби живот, да га његови пријатељи нису одвукли на време. Најзад, опет су му дошли они наступи мистичне побожности који су га некад узнемиравали; постао је тужан, није више хтео да леже у своју царску постељу, и спавао је у једном куту, опружен по једној пантерској кожи где су метали пурпурни јастук, и опет је облачио на кожу кошуљу од кострети свога ујака Малеиноса. Душа му је била неспокојна, узрујана, забринута; бојао се за своју сигурност и од своје палате Буколеона начинио је тврђаву. Без сумње је још једнако обожавао Теофану и остао више но што је било мудро и разумно подложан њеном неодољивом и тајном утицају. Али између грубог војника и отмене царице супротност је била и сувише велика. Он јој је био досадан, и њој је било досадно. То је морало имати озбиљних последица. Нићифор је имао једнога нећака, Јована Цимискија. То је био човек од четрдесет и пет година, мали, али лепо скројен и врло отмена изгледа. Имао је белу кожу, плаве очи, златно плаву косу која је уоквиравала његово лице, риђу браду, танак и врло леп нос, смео поглед, који се није бојао ничега и није се обарао ни пред ким. Јак, вешт, окретан, уз то племенит и дарежљив, поред тога помало развратник, он је био необично привлачан. У досади кроз коју се вукао њен живот, Теофани се он природно допао. И тада је страст доведе до злочина. Цимискије је био славољубив; он је сем тога био врло љут што је пао у немилост; после једног ратног неуспеха, њега цар смени са положаја врховног команданта Истока и нареди му да се повуче на своје земље; он је само мислио како да се: освети за увреду за коју је мислио да је незаслужена. Теофана је, са своје стране, била више него уморна од Нићифора; за некадашњом слогом дошла је мржња, сумње; царица је тако далеко ишла да се правила као да се боји од мужа каквог напада на живот њених синова. Још више, она је нестрпљиво подносила раздвајање од свога љубазника; Цимискије изгледа да је заиста био велика, и без сумње једина права љубав њеног живота. У таквим приликама она је неосетно клизила до помисли на најстраховитији злочин.

## Смрт
Откако се Нићифор био вратио из Сирије,. 969. г., узнемиравала су га мрачна предосећања. Он је осећао како се око њега плету завере у помрчини. Смрт његовога старога оца, Вардаса Фоке, још је увећала његову тугу. Ипак, још увек је волео Теофану. Ова је вероломно употребљавала свој уплив да поврати Цимискија на двор. Она је представила цару колико је незгодно лишити се услуга таквог једног човека, и, врло вешто, да би удаљила из духа Нићифоровог сумњу која је могла пробудити та сувише видна симпатија према Јовану, она је говорила да га ожене једном њеном рођаком. Као увек, василеус попусти жељи своје жене. То је она и чекала. Јован се опет појави у Цариграду; благодарећи споразуму вешто вођеном у Теофаниној околини, двоје љубавника су се виђали у самом двору, а Нићифор није ништа сумњао, и они су се договарали о припремама за своју заверу. Међу незадовољним војсковођама Јован је лако нашао саучеснике; међу завереницима, међу Цимискијем и царицом, бивало је честих састанака ради договора; најзад, благодарећи саучесништву гинекеја, оружани људи буду уведени у палату и сакривени у Августино одељење.
То је било, прича Лав Ђакон, који нам је оставио врло дирљиву причу о тој драми, првих дана месеца децембра. Убиство је било утврђено за,. ноћ између 10. и 11. Уочи тога дана, неколико завереника, сакривених под женским хаљинама, продреше у Свету Палату помоћу Теофане. Тога пута, цару је била дата једна тајанствена опомена, и Нићифор нареди једном свом официру да дâ претрести женско одељење; али, било да су нехатно тражили, било да нису хтели ништа да нађу, не пронађоше никога. За то време пала је била ноћ: да се удари чекало се само на Цимискија. Онда страх обузе заверенике: ако се цар затвори у својој соби, ако треба развалити врата, ако се он пробуди на лупу, зар неће све бити промашено? Теофана са језовитом хладнокрвношћу прими на себе да отклони сметње. Она доцкан оде Нићифору у његово одељење, и разговарала је пријатељски с њим; затим, под изговором да иде да обиђе неколико младих Бугарки, које су биле гошће у двору, она изиђе, рекавши да ће се брзо вратити и молећи свога мужа да остави врата отворена: она ће их затворити кад се врати. Нићифор пристаде, и оставши сам, молио се мало Богу, затим заспа.
Било је око једанаест сати ноћу. Напољу је падао снег, а на Босфору дувала је бура. У једној малој барци, Јован Цимискије дође на пусту обалу која се пружала под зидовима царскога дворца Буколеона. Помоћу једне корпе, утврђене за крај конопца, њега подигоше у гинекеј, и завереници, са својим вођом на челу, упадоше у цареву собу. Ту је био један кратак тренутак запрепашћења: постеља је била празна. Али један евнух из гинекеја, који је знао Нићифорове навике, показа завереницима василеуса где лежи на својој пантерској кожи. Помамно јурнуше на њега. На ларму, Фока се пробуди и усправи. Јаким ударом мача, један од завереника расцепи му главу од врха лобање до обрва. Сав крвав, несрећник је викао:
Богородице, помози ми!
Не слушајући га, убице га одвуку код ногу Цимискијевих, који га је грубо вређао, и једним суровим покретом ишчупа му браду; и по примеру свога старешине, сви се окоме на несрећника, који је полумртав кркљао. Најпосле, једним ударом ноге, Јован га обори, и извукавши мач, зададе му страшан ударац по лобањи; последњим ударцем други; га један убица доврши. Цар паде мртав, купајући се у својој крви.
На жагор борбе, војници гарде најзад дотрче, сувише доцкан. Кроз један прозор показаше им, међу буктињама, одсечену и крваву главу њиховог господара. Тај трагични призор одједном умири сваку жељу за отпором. Народ уради што и царица: предаде се Цимискију и призна га за цара.